# Edward William Nelson
Pour les articles homonymes, voir Edward Nelson et Nelson.
Edward William Nelson est un naturaliste et un éthologue américain, né le 8 mai 1855 et mort le 19 mai 1934.

## Biographie
En 1877, Nelson rejoint le United States Army Signal Corps chargé de tester des moyens de communication en temps de guerre. Spencer Fullerton Baird (1823-1887) est chargé de sélection des officiers pour les stations de communications, choisit des hommes ayant une formation scientifique et qui était apte à étudier la faune et la flore locales. Baird envoie Nelson à St. Michael en Alaska.
Nelson est le naturaliste à bord de l’USRC Corwin qui part dans l’île Wrangel en 1881 à la recherche du USS Jeannette. Nelson publie la description de ses observations dans le Report upon Natural History Collections Made in Alaska between the Years 1877-1881 (1887). Il fait paraître aussi ses observations ethnologiques dans The Eskimo about Bering Strait (1900).
En 1890, Nelson accepte de participer à une expédition dans la vallée de la Mort sous la direction de Clinton Hart Merriam (1855-1942), chef de la division de l’ornithologie et de la mammalogie au département de l'Agriculture des États-Unis (United States Departement of Agriculture, USDA). Après cette expédition, il est chargé de conduire une recherche de terrain au Mexique où Nelson demeure durant les quatorze ans suivants. Nelson continue de travailler pour le United States Fish and Wildlife Service jusqu’en 1929, où il occupe le poste de chef de bureau de 1916 à 1927. Il dirige l’American Ornithologists' Union de 1908 à 1911.
L'IPNI lui attribue en abréviation en botanique, sans plus de précision.

## Orientation bibliographique
- Keir B. Sterling (1991), Two pioneering mammalogists in Mexico: the field investigations of Edward William Nelson and Edward Alphonso Goldman, 1892-1906, Latin American mammalogy: history, biodiversity, and conservation (M.A. Mares et D.J. Schmidly dir.), University of Oklahoma Press (Norman) : 33-47.